# Carleton-in-Craven
Carleton-in-Craven es una localidad situada en el condado de Yorkshire del Norte, en Inglaterra (Reino Unido). Según el censo de 2011, tiene una población de 1118 habitantes.
Está ubicada al norte de la región Yorkshire y Humber, cerca de la frontera con la región Nordeste de Inglaterra, de los montes Peninos, de la costa del mar del Norte y de las ciudades de York y Northallerton —la capital del condado—.